# 美國銀行
美國银行（英語：Bank of America，在美國簡稱為 BofA 或 BOA），以資產計是美国第二大商業银行，僅次於摩根大通。美国银行在全世界150多个国家拥有约5,600家支行，16,200个ATM点。2010年根据总收入排名，美国银行是美国第三大公司。2014年，根據富比士全球2000大上市企业，是世界第13大公司。该行的建立可以追溯到1784年的马萨诸塞州银行，是美國第二歷史悠久的銀行。

## 歷史
阿馬迪奧·賈尼尼是今日美国銀行NT&SA的創始人。1906年舊金山大地震後，賈尼尼迅速地將小規模的義大利銀行內的所有金錢和客戶資訊拿出，因此逃過了大地震後的大火。並在其他大銀行還在重整大火的損失時，透過當地需要金錢重建時的借貸成為三藩市銀行業的領袖。
- 1920年後期，賈尼尼向美国銀行洛杉磯分行（英语：Bank of America, Los Angeles）創始人奧拉·E·蒙妮特（英语：Orra E. Monnette）提出雙方合併的建議。洛杉磯行在1920年代出現強勁的增長，這是由於成功建立先進的分行制度。1929年初，雙方的合併完成並正式命名為美國银行。董事長為賈尼尼，副董事長為蒙妮特。
- 1958年，该行发明了銀行信用卡，称为美国銀行卡（英語：BankAmericard），该卡1976年改名为Visa卡[4]。一批其他的加利福尼亚州银行联合发行了萬事達卡来与美国銀行卡竞争。
- 2002年12月，美国銀行耗資16億美元收購墨西哥第三大銀行——桑坦德·塞爾芬銀行（Grupo Financiero Scamander Serfin）25%的股份。
- 2005年6月17日美国银行和中国建设银行于北京共同宣布，双方签署了关于战略投资与合作的最终协议。根据协议，美国銀行将分阶段对建设银行进行投资，最终持有股权可达到19.9%。美国银行旗下美银亞洲早前宣佈以約97億港元出售在香港業務予中國建设银行及撤出中國市場，而原上海和广州办事处由中國建设银行經營。
- 2007年7月2日，以33亿美元收购财富管理公司美國信託公司（英语：Bank of America Private Bank）。
- 2007年9月14日，美國銀行耗資210億美元收購荷蘭銀行旗下LaSalle銀行（英语：LaSalle Bank）
- 2008年9月，因為金融海嘯美國銀行與美林证券達成協議，以440億美元收購將會組成全球最大的金融服務機構。
- 2009年1月，美國政府向美國銀行再注資200億美元資金，並為該行不超過1180億美元的資產提供擔保。
- 2009年3月，淡馬錫控股公司把持有美國銀行3.8%的股權全部出售。
- 2009年9月，美國銀行以約10億美元出售哥倫比亞管理集團（英语：Columbia Management Group）的長期資產管理業務給美通金融。
- 2009年12月，美國銀行將清償美國政府「問題資產處理計劃（英语：Troubled Asset Relief Program）」總額450億美元紓困金。美國銀行將會動用262億美元現金及出售的證券商品由存託憑證、權證組成，可轉換為1股普通股；此次總計售出12.86億股，總金額為193億美元。
- 2011年8月，美國銀行簽署了一項最終協議，將西班牙的信用卡業務出售給阿波羅全球管理公司。
- 2011年8月，美國銀行出售86億美元資產組合以及某些其他資產和債務的加拿大的信用卡業務MBNA給多倫多道明銀行金融集團
- 2011年8月，波克夏·哈萨威公司與美國銀行達成協議，將購入5萬股美國銀行優先股，總值50億美元。另外，波克夏·哈萨威公司亦獲得7億股美國銀行的認股權，行使期為10年，即代表巴郡最多可向美銀注入100億美元。

美銀於建設銀行2005年6月上市時，以30億美元購入建銀191.33億股，持股比例最高曾達到19.14%。自09年以來連續四次減持建行H股。
- 2011年8月，美國銀行將以83億美元價格將其持有的大約131億股建銀H股，持股量約5.12%，給一個投資財團。此項出售為美國銀行帶來33億美元的稅后收益。
- 2011年11月，美國銀行以私人交易的方式出售104億股建銀股份，相當於建行已發行股本的4.14%。涉資66億美元，配售價每股4.93元，由2009年至今，美銀已4度減持建行，累計套現約1946億元，預計能為美銀帶來18億美元的稅后收益，持股量將由5.12%降至0.84%，餘下約21億股。
- 2012年8月14日，瑞士寶盛銀行同意以8.6億瑞士法郎（約8.82億美元）收購美林的非美國財富管理業務，寶盛將透過現金、以及發行混合債券及新股為交易融資，美國銀行將獲寶盛3％股權。
- 2013年4月，紐約州首席檢察官起訴美國銀行及富國銀行，因兩家大行違反了國家抵押貸款和解協定，濫行查封房屋。
- 2013年9月3日，美國銀行通過大宗交易出售20億股建設銀行H股，即清空全部剩余持股。配股價5.70港元（合74美分）1元，套現14.7億美元，計及今次配售，美國銀行合共套現逾2000億元。
- 2014年3月26日，美國聯邦住房金融局（英语：Federal Housing Finance Agency）宣布與美國銀行達成協議，美國銀行同意支付95億美元，了結美國聯邦住房金融局針對美國銀行及其子公司的4起與銷售住房抵押貸款支持證券有關的法律訴訟。
- 2014年8月21日，美國司法部表示，美國銀行將支付166.5億美元終結聯邦與州政府針對抵押貸款債券銷售的調查。
- 2016年10月，在Money20/20大会上，零售银行总裁阮通（英語：Thong Nguyen）介绍了一名叫Erica的数字助理，从2017年开始，客户将能够使用语音或文本与Erica沟通，从而获得建议、查询余额和支付账单[5]。

## 图集

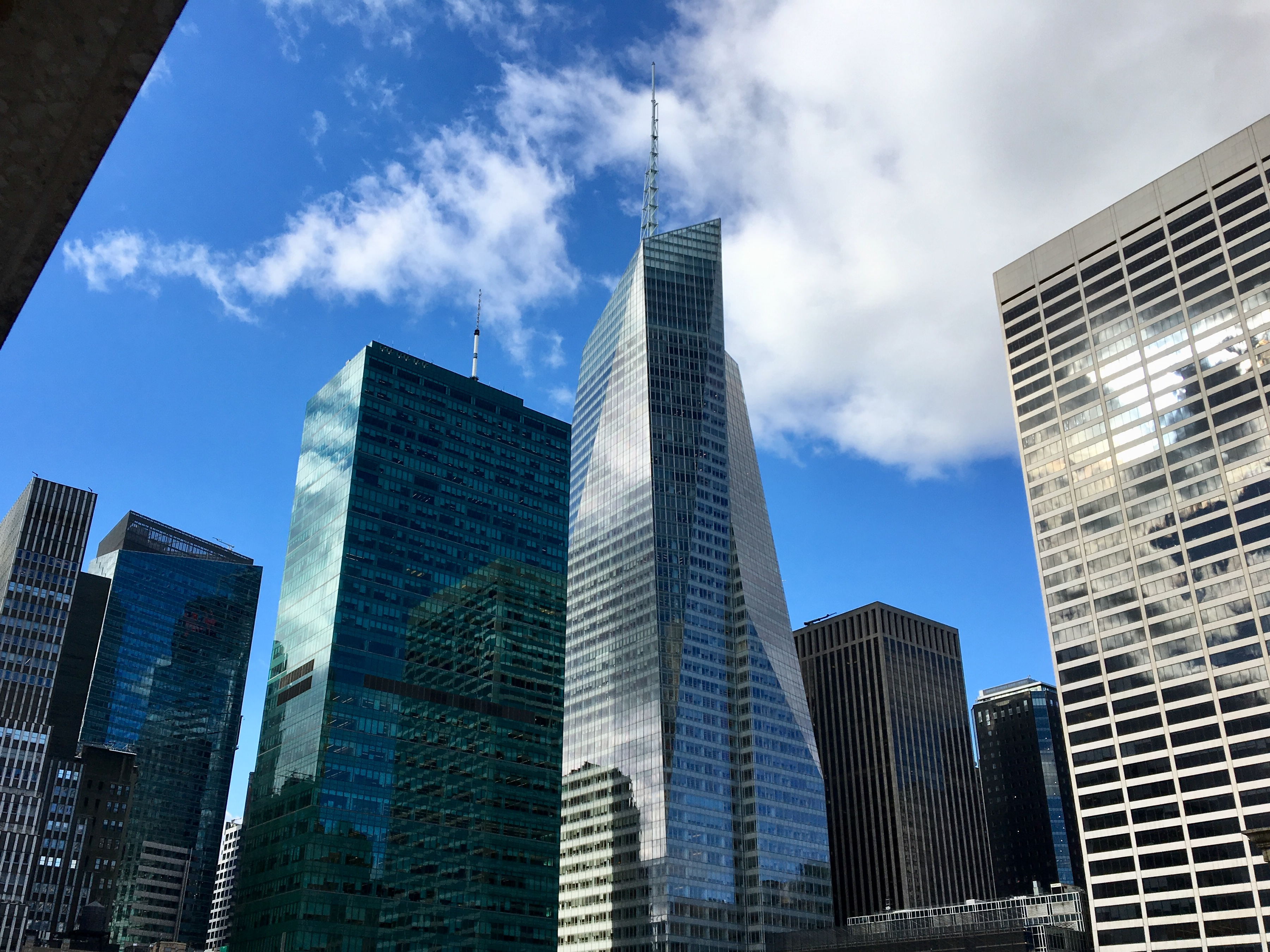
纽约曼哈頓布萊恩特公園的美國銀行大廈
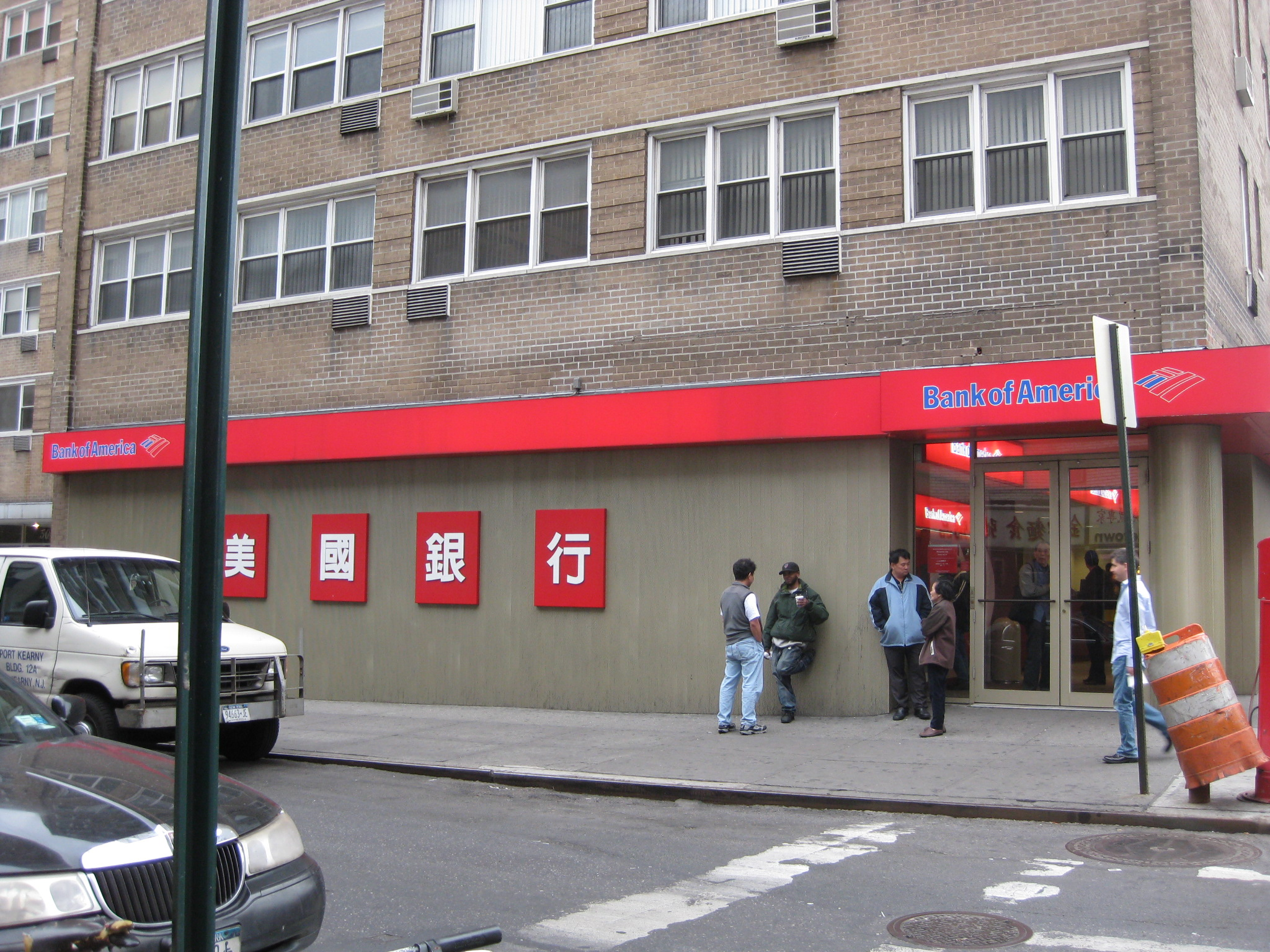
纽约曼哈頓華埠的擺也支行
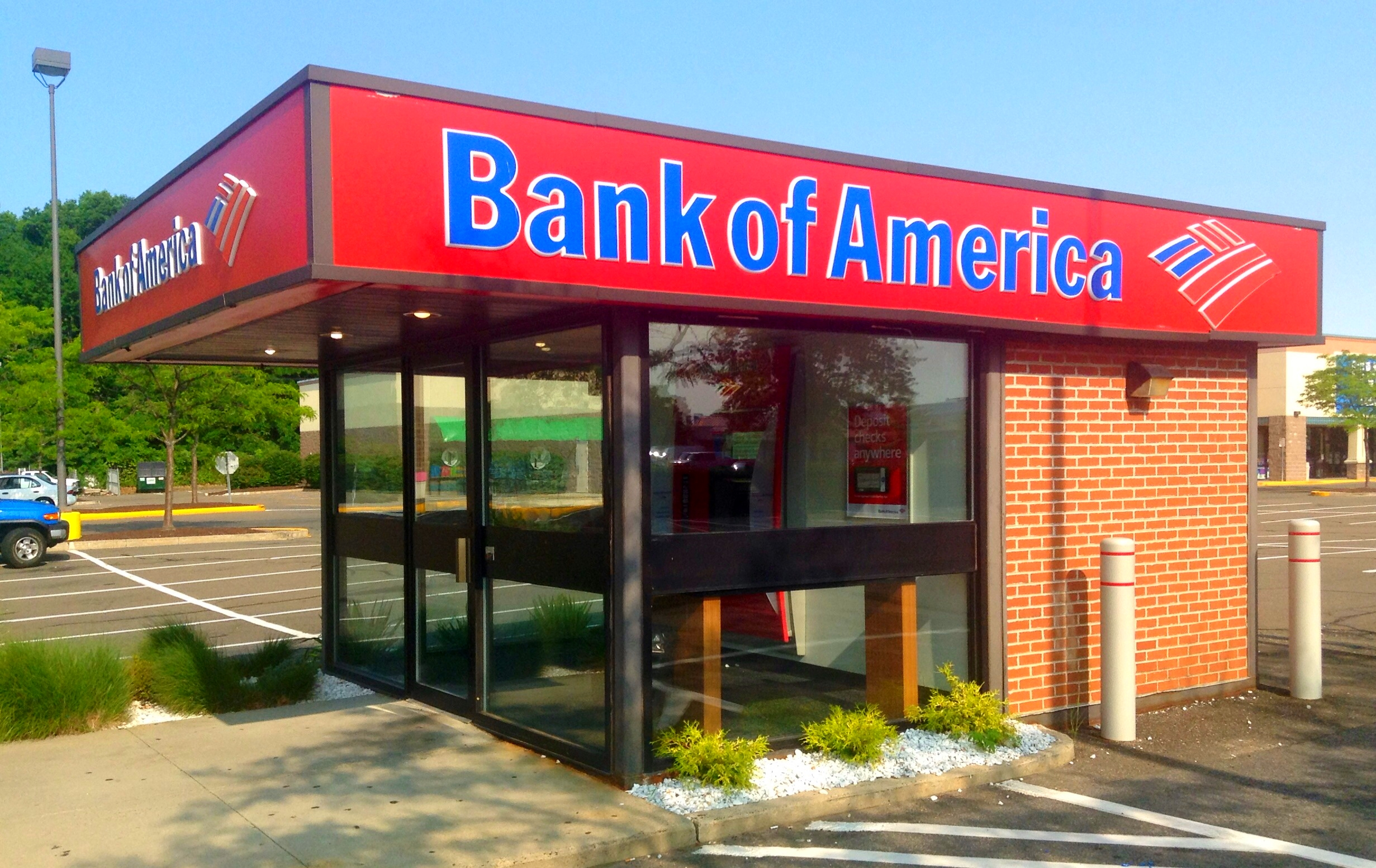
康涅狄格州紐黑文一处室外停车场中央的自動櫃員機
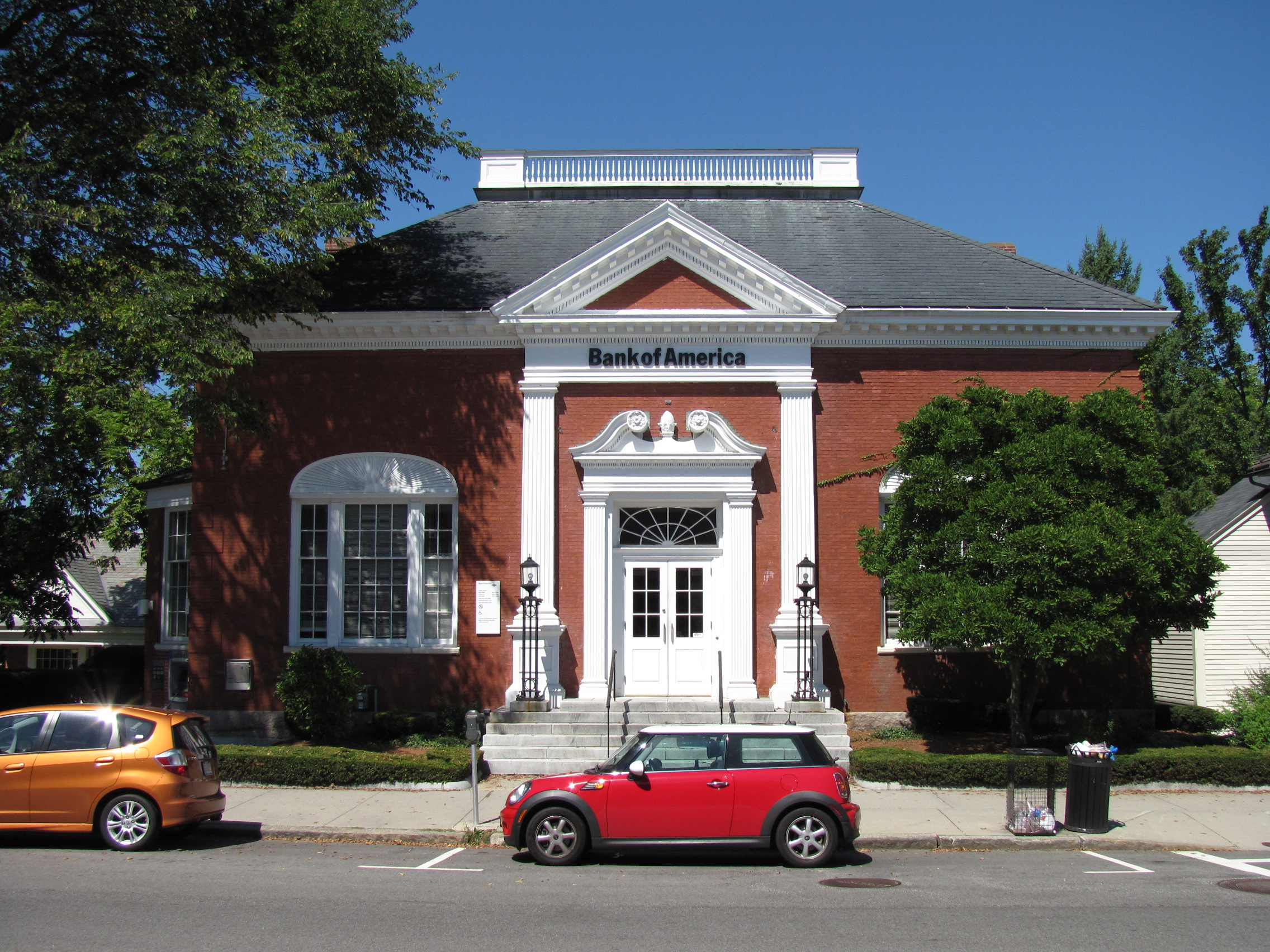
马萨诸塞州康科德一家支行
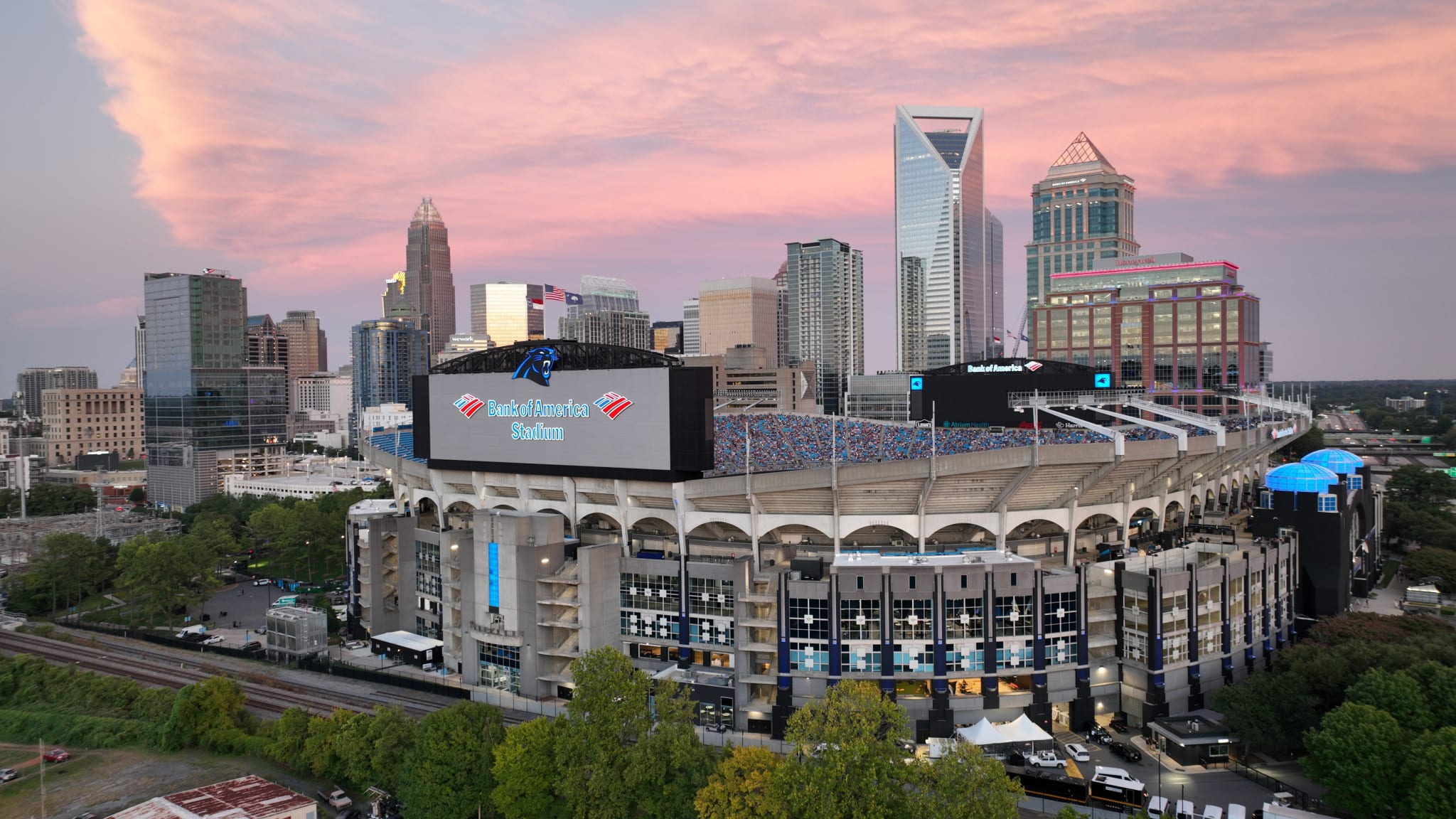
北卡罗来纳州夏洛特的美国银行体育场
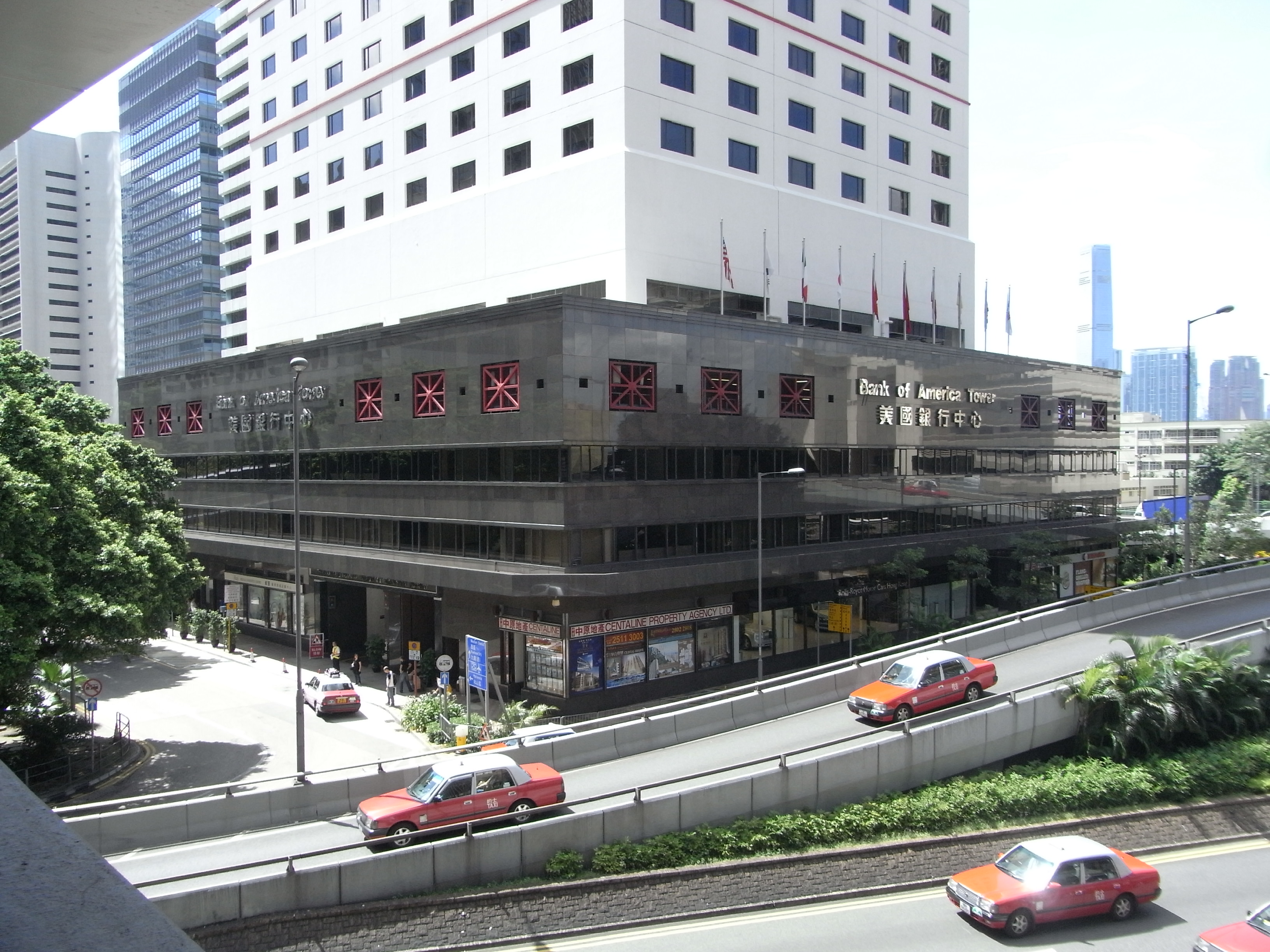
香港金鐘的美國銀行中心（美國銀行香港辦事處已經遷至長江集團中心及九龍貿易中心）
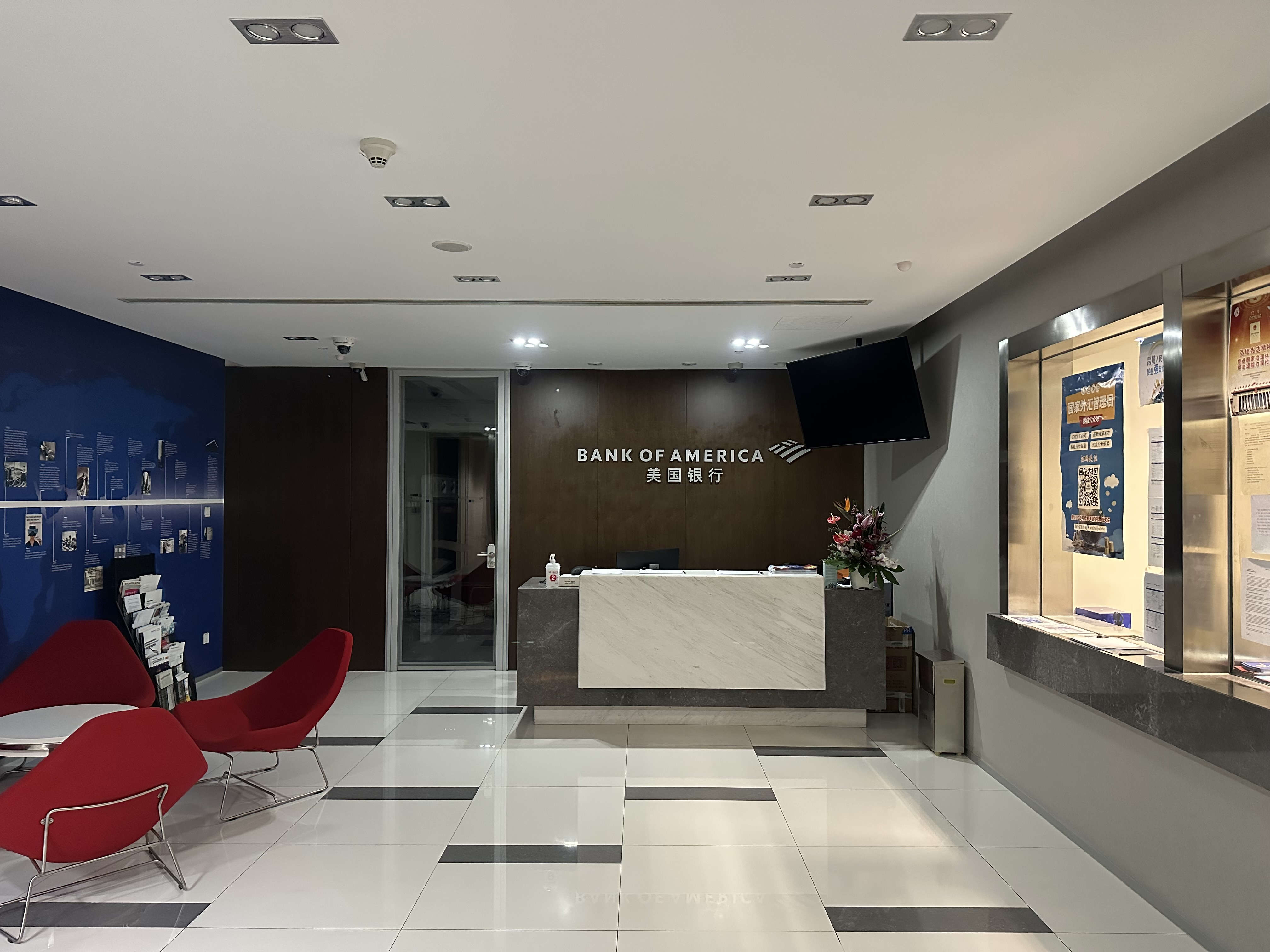
北京分行（位于国贸大厦A座内）

## 外部連結
- 官方网站